# Araneus moretonae
Araneus moretonae är en spindelart som beskrevs av Levi 1991. Araneus moretonae ingår i släktet Araneus och familjen hjulspindlar.
Artens utbredningsområde är Peru. Inga underarter finns listade i Catalogue of Life.